# Magdalena Piekarská
Magdalena Piekarská (* 28. listopadu 1986 Varšava, Polsko) je polská sportovní šermířka, která se specializuje na šerm kordem. Polsko reprezentuje od prvního desetiletí jednadvacátého století. Na olympijských hrách startovala v roce 2012 v soutěži jednotlivkyň. V roce 2010 obsadila druhé místo na mistrovství Evropy v soutěži jednotlivkyň. S polským družstvem kordistek vybojovala v roce 2009 druhé místo na mistrovství světa a v roce 2010 získala s družstvem titul mistryň Evropy.